# Saint-Ouen-du-Breuil
Saint-Ouen-du-Breuil – miejscowość i gmina we Francji, w regionie Normandia, w departamencie Sekwana Nadmorska. Nazwa miejscowości pochodzi od imienia św. Audoena.
Według danych na rok 1990 gminę zamieszkiwało 645 osób, a gęstość zaludnienia wynosiła 102 osoby/km² (wśród 1421 gmin Górnej Normandii Saint-Ouen-du-Breuil plasuje się na 368. miejscu pod względem liczby ludności, natomiast pod względem powierzchni na miejscu 584.).